# Wąbrzeźno (comune rurale)
Wąbrzeźno è un comune rurale polacco del distretto di Wąbrzeźno, nel voivodato della Cuiavia-Pomerania.
Ricopre una superficie di 200,78 km² e nel 2004 contava 8 603 abitanti.
Il capoluogo è Wąbrzeźno, che non fa parte del territorio ma costituisce un comune a sé.